# Gajan de la Selva
Gajan de la Selva (en francès Gaja-la-Selve) és un municipi francès situat al departament de l'Aude i a la regió d'Occitània.